# 宇土照蔵
宇土 照蔵（うど てるぞう、1883年（明治16年）1月 - 1912年（明治45年）7月15日）は、日本の大陸浪人である。

## 経歴・人物
大分県宇佐郡豊川村（現在の宇佐市）に生まれる。明治大学卒業後、朝鮮人の行動を調査により李氏朝鮮に渡った。1910年に南北朝鮮の併合により、大韓帝国となり清国に移住する。
その後は同地で活動していた川島浪速らと共に満蒙独立運動や満洲に亡命していた朝鮮人の行動等携わった。しかし、この頃奉天省の海龍（現在の遼寧省朝陽市龍城区）付近にて中国軍からの砲撃により死去した。